# Helge Tverberg
Helge Arnulf Tverberg (né le 6 mars 1935 à Bergen où il est mort le 28 décembre 2020) est un mathématicien norvégien spécialisé en combinatoire.

## Biographie
Tverberg est diplômé de l'Université de Bergen en 1958 et y a obtenu son doctorat en 1968. Il a enseigné à l'Université de Bergen à partir de 1958 et y a été professeur à partir de 1971 jusqu'à sa retraite en 2005 à l'âge de 70 ans. Il a été chercheur invité à l'Université de Reading (1996) et à l'Université de Canberra (1980-81, 1987-88, 2004).

## Recherche
En 1966, Tverberg a prouvé ce qui est appelé le théorème de Tverberg, d'après lequel un ensemble suffisamment grand de points dans l'espace euclidien à n dimensions peut être décomposés en r sous-ensembles tels que les enveloppes convexes des sous-ensembles contiennent un point commun. Le théorème est devenu le point de départ de toute une série de recherches ultérieures en géométrie convexe et en combinatoire topologique .
Tverberg a été membre de l'Académie norvégienne des sciences et des lettres.

## Notices biographiques
- (en) John J. O'Connor et Edmund F. Robertson, « Helge Tverberg », sur MacTutor, université de St Andrews.
- Douglas G. Rogers, « Helge Tverberg : A celebration of a life in mathematics », Discrete Mathematics, vol. 241 « Selected Papers in honor of Helge Tverberg », no 1,‎ 28 octobre 2001, p. 1–6 (DOI 10.1016/S0012-365X(01)00304-1)

- Imre Bárány, « Helge Tverberg is eighty: A personal tribute », European Journal of Combinatorics, vol. 66 « Selected papers of EuroComb15 »,‎ 1er décembre 2017, p. 24–27 (DOI 10.1016/j.ejc.2017.06.015, lire en ligne)

- « Obituary: Helge Tverberg 1935–2020 », Lond. Math. Soc., Newsl., vol. 498,‎ 2022, p. 56-57 (zbMATH 1477.01049, lire en ligne).

- Gunnar Fløystad et Johann Christoph Kirfel, « Helge Tverberg, 7 March 1935 - 28 December 2020 », News Archive, Department of Mathematics, Université de Bergen,‎ 2021 (lire en ligne).